# Élections sénatoriales de 2004 dans les Yvelines
Les élections sénatoriales dans les Yvelines ont eu lieu le dimanche 26 septembre 2004. Elles ont eu pour but d'élire les sénateurs représentant le département au Sénat pour un mandat de sept années.

## Contexte départemental
Lors des élections sénatoriales du 24 septembre 1995 dans les Yvelines, cinq sénateurs ont été élus selon un mode de scrutin proportionnel : un UDF, un PS et trois RPR.
Depuis, tous les effectifs du collège électoral des grands électeurs ont été renouvelés, avec les élections législatives françaises de 2002, les élections régionales françaises de 2004, les élections cantonales de 2001 et 2004 et les élections municipales françaises de 2001.

## Sénateurs sortants
| Sénateur | Sénateur          | Parti | Fonctions lors de l'élection en 1995 |
| -------- | ----------------- | ----- | ------------------------------------ |
|          | Jacques Bellanger | PS    | Sénateur sortant                     |
|          | Nicolas About     | UDF   | Maire de Montigny-le-Bretonneux      |
|          | Dominique Braye   | UMP   | Maire de Buchelay                    |
|          | Alain Gournac     | UMP   | Conseiller général, maire du Pecq    |
|          | Alain Schmitz     | UMP   | Conseiller général                   |

## Présentation des listes et des candidats
Les nouveaux représentants sont élus pour une législature de 7 ans au suffrage universel indirect par les 2760 grands électeurs du département. Dans les Yvelines, les sénateurs sont élus au scrutin proportionnel plurinominal. Compte tenu des évolutions démographiques, leur nombre change en 2004, passant de 5 à 6 sénateurs à élire et 8 candidats doivent être présentés sur la liste pour qu'elle soit validée. Chaque liste de candidats est obligatoirement paritaire et alterne entre les hommes et les femmes. 6 listes ont été déposées dans le département. Elles sont présentées ici dans l'ordre de leur dépôt à la préfecture et comportent l'intitulé figurant aux dossiers de candidature.

### Union pour un mouvement populaire
| N° | Candidats | Candidats           | Parti | Principale fonction                  |
| -- | --------- | ------------------- | ----- | ------------------------------------ |
| 01 |           | Alain Gournac       | UMP   | Sénateur sortant, maire de Pecq      |
| 02 |           | Bernadette Dupont   | UMP   | Adjointe au maire de Versailles      |
| 03 |           | Dominique Braye     | UMP   | Sénateur sortant, maire de Buchelay  |
| 04 |           | Adeline Gousseau    | UMP   | Adjointe au maire des Alluets-le-Roi |
| 05 |           | Gérard Larcher      | UMP   | Ministre, ancien sénateur            |
| 06 |           | Françoise Brondani  | UMP   |                                      |
| 07 |           | Hervé Planchenault  | UMP   |                                      |
| 08 |           | Jeannette Chantepie | UMP   |                                      |

### Union pour la démocratie française
| N° | Candidats | Candidats                      | Parti | Principale fonction                                                        |
| -- | --------- | ------------------------------ | ----- | -------------------------------------------------------------------------- |
| 01 |           | Nicolas About                  | UDF   | Sénateur sortant, maire de Montigny-le-Bretonneux                          |
| 02 |           | Roselle Cros                   | UDF   | Conseillère régionale, première adjointe au maire de Saint-Germain-en-Laye |
| 03 |           | Alain Bricault                 | UDF   |                                                                            |
| 04 |           | Françoise Poussineau           | UDF   |                                                                            |
| 05 |           | Denis Flamant                  | UDF   |                                                                            |
| 06 |           | Francine Raymond               | UDF   |                                                                            |
| 07 |           | Antoine de Lacoste-Lareymondie | UDF   |                                                                            |
| 08 |           | Agnès Ciry                     | UDF   |                                                                            |

### Front national
| N° | Candidats | Candidats                   | Parti | Principale fonction |
| -- | --------- | --------------------------- | ----- | ------------------- |
| 01 |           | Jean-Louis D'Andre          | FN    |                     |
| 02 |           | Myriam Baeckeroot           | FN    |                     |
| 03 |           | Michel Bayvet               | FN    |                     |
| 04 |           | Gabrielle de Lestang Laisne | FN    |                     |
| 05 |           | Christophe Le Hot           | FN    |                     |
| 06 |           | Monique Geneix              | FN    |                     |
| 07 |           | Jean-Louis Renault          | FN    |                     |
| 08 |           | Antoinette Martinet         | FN    |                     |

### Les Verts
| N° | Candidats | Candidats                | Parti | Principale fonction |
| -- | --------- | ------------------------ | ----- | ------------------- |
| 01 |           | Bernard Choquier         | Verts |                     |
| 02 |           | Nabila Keramane          | Verts |                     |
| 03 |           | Gérard Levy              | Verts |                     |
| 04 |           | Monique Le Saux          | Verts |                     |
| 05 |           | Jean-Pierre Chane Alune  | Verts |                     |
| 06 |           | Michèle Orcel            | Verts |                     |
| 07 |           | Lucien Ferrier           | Verts |                     |
| 08 |           | Dominique Luang Praseuth | Verts |                     |

### Parti socialiste
| N° | Candidats | Candidats                   | Parti | Principale fonction                 |
| -- | --------- | --------------------------- | ----- | ----------------------------------- |
| 01 |           | Catherine Tasca             | PS    | Ancienne ministre, ancienne députée |
| 02 |           | Alain Outreman              | PCF   |                                     |
| 03 |           | Michèle Valladon            | PS    |                                     |
| 04 |           | Jacques Chesnais            | PS    |                                     |
| 05 |           | Françoise Descamps-Crosnier | PS    |                                     |
| 06 |           | Jean-Louis Barth            | PRG   |                                     |
| 07 |           | Muriel Condolf              | PS    |                                     |
| 08 |           | Emilie Manhes               | PS    |                                     |

### Mouvement national républicain
| N° | Candidats | Candidats         | Parti | Principale fonction |
| -- | --------- | ----------------- | ----- | ------------------- |
| 01 |           | Phillipe Milliau  | MNR   |                     |
| 02 |           | Christiane Mazuc  | MNR   |                     |
| 03 |           | Gérard Flament    | MNR   |                     |
| 04 |           | Armelle Passerino | MNR   |                     |
| 05 |           | Richard Lefebvre  | MNR   |                     |
| 06 |           | Hélène Donzeau    | MNR   |                     |
| 07 |           | Norbert Dupont    | MNR   |                     |
| 08 |           | Lysiane Choukroun | MNR   |                     |

## Résultats
| Tête de liste  | Tête de liste     | Liste          | Voix  | %      | Élus |
| -------------- | ----------------- | -------------- | ----- | ------ | ---- |
|                | Alain Gournac     | UMP            | 1 389 | 51,93  | 4    |
|                | Catherine Tasca   | PS-PCF-PRG     | 648   | 24,22  | 1    |
|                | Nicolas About     | UDF            | 495   | 18,50  | 1    |
|                | Bernard Choquier  | Verts          | 71    | 2,65   |      |
|                | Philippe Chevrier | FN             | 59    | 2,21   |      |
|                | Philippe Milliau  | MNR            | 13    | 0,49   |      |
|                |                   |                |       |        |      |
| Inscrits       | Inscrits          | Inscrits       | 2 760 | 100,00 |      |
| Abstentions    | Abstentions       | Abstentions    | 38    | 1,38   |      |
| Votants        | Votants           | Votants        | 2 722 | 98,62  |      |
| Blancs et nuls | Blancs et nuls    | Blancs et nuls | 47    | 1,73   |      |
| Exprimés       | Exprimés          | Exprimés       | 2 675 | 98,27  |      |

### Sénateurs élus
| Sénateur | Sénateur          | Parti |
| -------- | ----------------- | ----- |
|          | Catherine Tasca   | PS    |
|          | Nicolas About     | UDF   |
|          | Alain Gournac     | UMP   |
|          | Bernadette Dupont | UMP   |
|          | Dominique Braye   | UMP   |
|          | Adeline Gousseau  | UMP   |